# Zuhal Demir
Zuhal Demir (ur. 2 marca 1980 w Genk) – belgijska i flamandzka polityk, prawniczka i samorządowiec, posłanka do Izby Reprezentantów, w latach 2017–2018 sekretarz stanu.

## Życiorys
Urodziła się w rodzinie tureckich Kurdów. W 2003 ukończyła studia prawnicze na Katholieke Universiteit Leuven, w 2004 uzyskała magisterium z prawa socjalnego na Vrije Universiteit Brussel, podjęła następnie praktykę w zawodzie adwokata.
Zaangażowała się w działalność polityczną w ramach Nowego Sojuszu Flamandzkiego. W 2010, 2014 i 2019 uzyskiwała mandat posłanki do federalnej Izby Reprezentantów. W 2012 została burmistrzem dystryktu Antwerpii, pełnią tę funkcję do 2015. W lutym 2017 dołączyła do rządu Charles’a Michela jako sekretarz stanu do spraw przeciwdziałania ubóstwu, osób niepełnosprawnych, równych szans, polityki miejskiej i polityki naukowej. Zakończyła urzędowanie w grudniu 2018, gdy N-VA opuścił koalicję rządową.
W październiku 2019 dołączyła do nowego rządu Flandrii, w którym objęła funkcję ministra do spraw środowiska, energii, turystyki i sprawiedliwości. W 2024 wybrana na posłankę do Parlamentu Flamandzkiego. We wrześniu 2024 w kolejnym rządzie regionalnym została ministrem do spraw edukacji, zatrudnienia i sprawiedliwości.